# Jerzy Kaniewski
Jerzy Kaniewski (ur. 4 lipca 1948 w Ostrowcu Świętokrzyskim) – polski inżynier i przedsiębiorca, działacz opozycji w okresie PRL.

## Życiorys
W 1974 ukończył studia na Wydziale Mechaniczno-Technologicznym Politechniki Warszawskiej. W latach 1974–1977 pracował w Nowej Dębie jako technolog konstruktor w zakładach Predom-Dezamet, a w 1977-1982 w Zakładach Mechanicznych Ursus. W 1980 wstąpił do NSZZ „Solidarność”. Był przewodniczącym Komisji Informacyjno-Prawnej przy Komitecie Założycielskim „S” w ZM Ursus. Został wybrany na delegata w I i II WZD Regionu Mazowsze (czerwiec i grudzień 1981). Poparł deklarację ideową Klubów Służby Niepodległości. Po ogłoszeniu stanu wojennego został przewodniczącym Komitetu Strajkowego w ZM Ursus (14-15 grudnia 1981) i był nim do czasu pacyfikacji strajku przez ZOMO 15 grudnia 1981. W tym dniu został aresztowany, osadzony w Areszcie Śledczym Warszawa-Mokotów. 20 stycznia 1982 Sąd Wojewódzki w Warszawie skazał go w trybie doraźnym na 3,5 roku więzienia. Na mocy amnestii ogłoszonej w lipcu 1983 karę zmniejszono o połowę. Wyrok odbywał w zakładach karnych w Łęczycy, Hrubieszowie i Warszawie Białołęce. Na wolność wyszedł 14 września 1983. W tym samym roku został pozbawiony pracy. Następnie był poddawany innym ustawicznym represjom (przesłuchania, rewizje, zatrzymania). W latach 1983–1987 zajmował się kolportażem wydawnictw podziemnych, jednocześnie był współpracownikiem Tymczasowej Komisji Zakładowej w ZM Ursus (1983-1988). W latach 1984–1989 pracował w Spółdzielni Pracy Unicum. W czerwcu 1988 brał udział obok m.in. Zbigniewa Janasa w spotkaniu polskich opozycjonistów z przedstawicielami Karty 77 w pobliżu szczytu Grześ w Tatrach Zachodnich (jedna z inicjatyw Solidarności Polsko-Czesko-Słowackiej).
Od 1987 prowadził własną działalność gospodarczą. W latach 2003–2008 był kierownikiem Radio-Taxi w Miejskim Przedsiębiorstwie Taksówkowym w Warszawie. W 2009 przeszedł na emeryturę.

## Odznaczenia
W 2013 został odznaczony Krzyżem Oficerskim Orderu Odrodzenia Polski.